# كأس الأبطال الفرنسي 2020
كأس الأبطال الفرنسي 2020 (بالفرنسية: 2020 Trophée des Champions)‏ مباراة جمعت بين باريس سان جيرمان و‌مارسيليا في 13 يناير 2021 على ملعب بولار دولولي في مدينة لنس، وفاز بها باريس سان جيرمان بنتيجة 2–1.